# Étiquetage des pneumatiques

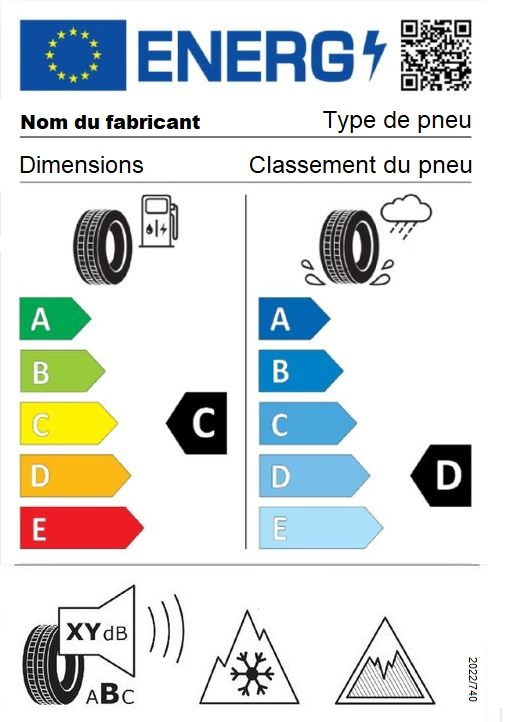
Étiquetage européen des pneumatiques commercialisés après le 1 mai 2021.

Lancé le 1er novembre 2012, l’étiquetage des pneumatiques est devenu obligatoire en Europe conformément au règlement CE no 1222/2009. Il rend obligatoire l’étiquetage de tous les pneumatiques vendus dans l’Union européenne et équipant les véhicules de tourisme (C1), les véhicules de transport léger (C2) et les poids lourds (C3). (Plus de détails sur les segments automobiles). Les pneus qui ne sont pas concernés sont : les pneus rechapés, les pneus tout-terrain pour les professionnels, les pneus faits pour équiper des véhicules immatriculés avant le 1er octobre 1990, les pneus de secours temporaires de type T, les pneus possédant un indice de vitesse inférieur à 80 km/h, les pneus cloutés, les pneus pour les véhicules de courses, les pneus montés sur jante inférieure ou égale à 25,4 cm ou supérieure ou égale à 63,5 cm.
 
À partir du 1er mai 2021, une nouvelle étiquette remplace la précédente.

## Objectifs
Les objectifs de l’étiquetage tournent autour de trois axes. En premier lieu, il s‘agit d’apporter une meilleure information auprès des consommateurs lors de l’achat de pneus. Puis de participer à la réduction des impacts sur l’environnement tout en améliorant la sécurité routière en Europe.

## Critères

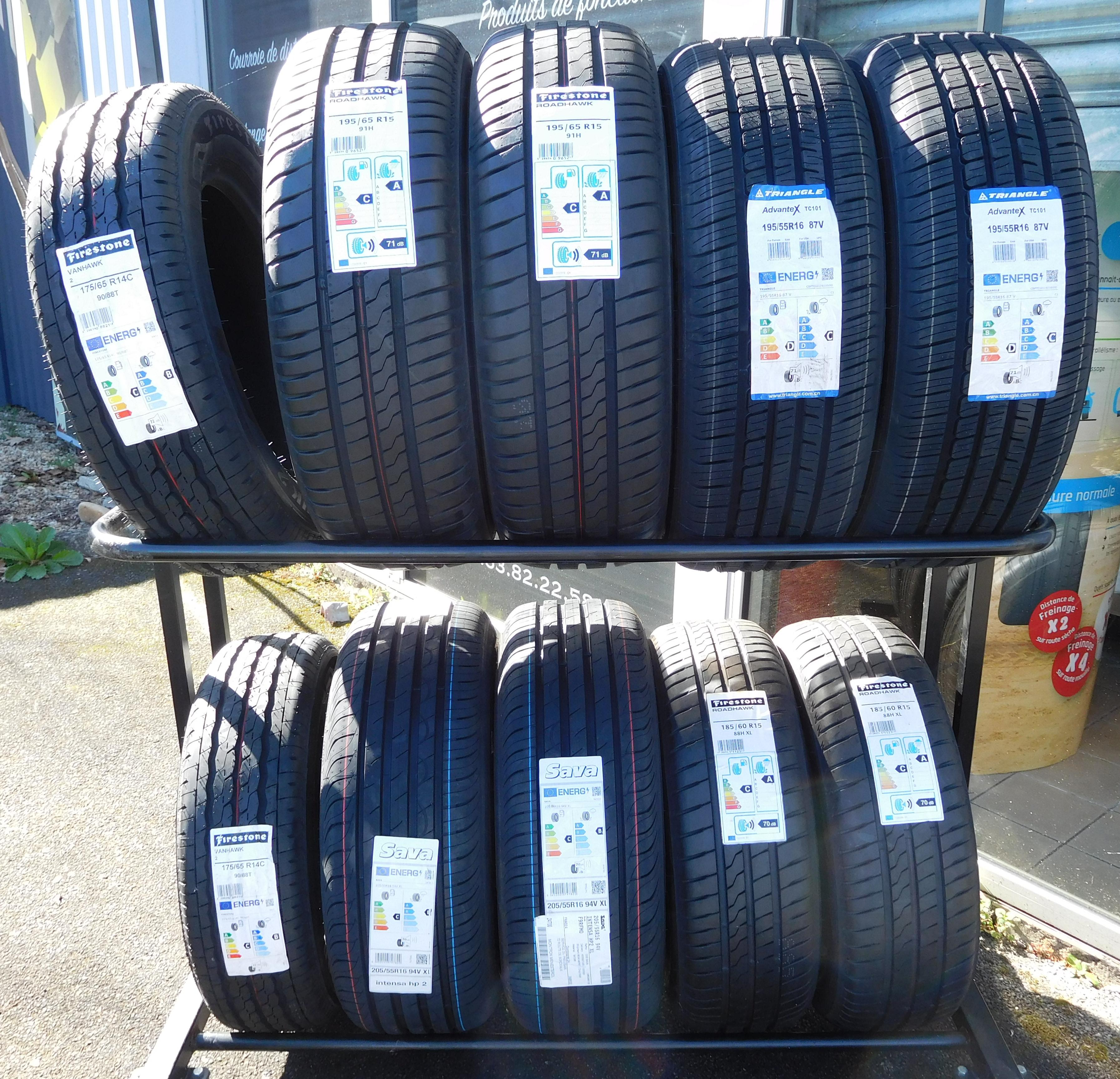
Exemple d'étiquetage de pneus en France.

L’étiquetage européen des pneus compte les critères suivants :
1. L'inclusion d'un code QR ;
2. Le nom du fabricant ;
3. Le type de pneu ;
4. Les dimensions du pneu, par exemple 195/65R15 91H ;
5. Le classement du pneu (C1[5], C2 ou C3) ;
6. La classe d’efficacité en carburant et coefficient de résistance au roulement,  sur une échelle de A à E (les lettres F et G ont été supprimées). Le pneu est responsable de 20 % de la consommation en carburant. C’est la résistance au roulement de ce dernier qui augmente la consommation d’énergie ;
7. La classe d’adhérence sur sol mouillé, sur une échelle de A à E (les lettres F et G ont été supprimées). Ce critère classe les pneus selon leur distance de freinage sur sol mouillé. À titre d’exemple, une automobile lancée à 80 km/h équipée de pneus notés « A » freinera 18 m plus court sur sol mouillé qu’un pneu noté « E »[6] ;
8. La classe (A, B ou C) et valeur mesurée du bruit de roulement externe en décibels[7] ;
9. Optionnellement, si le pneumatique satisfait aux valeurs minimales de l’indice d’adhérence sur la neige, l'étiquette possède le second pictogramme dans le bas de l'exemple ;
10. Optionnellement, si le pneumatique satisfait aux valeurs minimales de l’indice d’adhérence sur le verglas, l'étiquette possède le troisième pictogramme dans le bas de l'exemple ;
11. Dans le coin en bas à droite, le numéro de série du règlement.

## Attentes et réception de l'étiquetage en Europe
Avant le lancement de l’étiquetage, les consommateurs européens étaient nombreux (71 %) à avoir besoin de conseils lors de l’achat de leurs pneus. Et huit personnes sur dix étaient favorables à l’instauration de l’étiquetage. Mais si l’étiquetage était une initiative qui avait été bien reçue, un an après sa mise en place, les consommateurs l’utilisent peu. En effet, le comparateur de pneus Rezulteo en partenariat avec Ipsos a effectué une enquête un an après la mise en place de l’étiquetage qui montre que seulement 8 % des personnes savent citer les trois critères correctement et que seulement 36 % y ont prêté attention lors de leur achat.
L'étiquetage ayant été mis en place depuis peu, il faudra attendre encore quelques années pour voir si les comportements d'achats changeront.

## Étiquetage dans les autres pays
Si l’étiquetage européen des pneus est la plus grande initiative en la matière, il existe d’autres pays où un système a été mis en place.

### Japon
Le Japon possède un étiquetage similaire à celui en Europe. Cependant, il possède deux critères : l'efficacité énergétique et le freinage sur sol mouillé. Le premier est catégorisé en cinq classes : AAA, AA, A, B et C, tandis que le deuxième est classifié en quatre classes : A, B, C et D.

### Corée du Sud
Semblable à l’étiquetage japonais, le système sud-coréen se base aussi sur les deux mêmes critères classant les performances de 1 à 5.